# Asszonyfalva község
Asszonyfalva község (románul: Comuna Axente Sever) község Szeben megyében, Romániában. Központja Asszonyfalva, beosztott falvai Sálya és Szászegerbegy.

## Fekvése
Szeben megye északnyugati részén, a Nagy-Küküllő és a Visa folyók között helyezkedik el, Nagyszebentől 36, Kiskapustól 1, Medgyestől 11, Segesvártól 50 kilométerre. A DN14-es főúton közelíthető meg.

## Népessége
1850-től a népesség alábbiak szerint alakult:
| Lakosok száma | 3977 | 3460 | 3456 | 3687 | 4131 | 5681 | 4100 | 4048 | 3690 | 3286 |
|               | 1850 | 1880 | 1900 | 1920 | 1941 | 1977 | 1992 | 2002 | 2011 | 2021 |

A 2011-es népszámlálás adatai alapján a község népessége 3690 fő volt, melynek 88,59%-a román és 5,69%-a roma. Vallási hovatartozás szempontjából a lakosság 83,39%-a ortodox és 9,59%-a görög rítusú római katolikus.

## Nevezetességei
A község területéről az alábbi épületek szerepelnek a romániai műemlékek jegyzékében:
- az asszonyfalvi Axente Sever-emlékház (SB-IV-m-B-12618)
- az asszonyfalvi erődtemplom (SB-II-a-A-12321)
- az asszonyfalvi evangélikus parókia (SB-II-m-B-12320)
- az asszonyfalvi Feltámadás-templom (SB-II-m-B-12322)
- a sályai erődtemplom (SB-II-a-B-12563)
- a szászegerbegyi erődtemplom (SB-II-a-B-12188)

## Híres emberek
- Asszonyfalván született Ioan Axente Sever(wd) (1821–1906) román népvezér, aki 1849-ben szabadcsapatai élén a császári seregek oldalán részt vett az érchegységi harcokban.
- Szászegerbegyen született Maria Haydl(wd) (1910–1969) erdélyi szász dialektusban alkotó írónő.